# Rhythm Devils

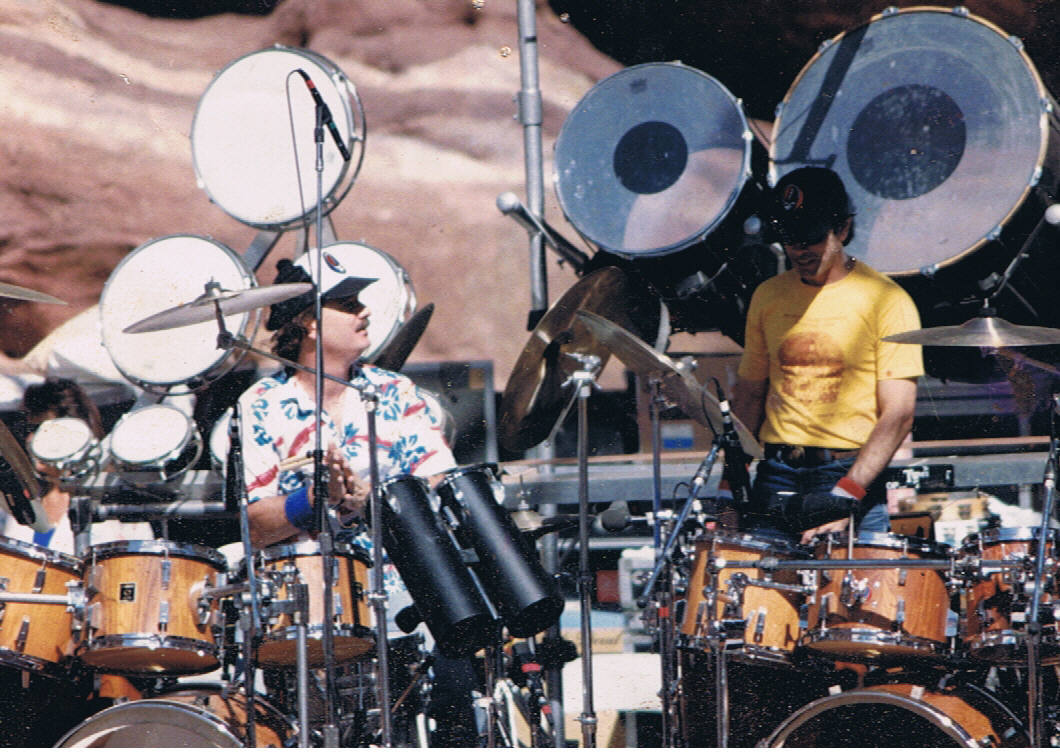
Rhythm Devils

Le Rhythm Devils est un groupe fondé par les batteurs Bill Kreutzmann et Mickey Hart du groupe Grateful Dead.

## Origines
Dans  la plupart des concerts du Grateful Dead à partir du milieu des années 1970, il existe un long morceau d'improvisation de batteries, dans la deuxième partie des concerts.  Cette tradition se prolongea  jusqu'au dernier concert Grateful Dead  en 1995.
À cette improvisation, les fans du groupe (les Deadhead) ont donné le nom de  "Drums" ou de  "Rhythm Devils".
Après 1979, il est suivi par une autre improvisation prolongée du reste du groupe, habituellement sans batteurs, appelée "Space" . On trouve des exemples caractéristiques de cet enchaînement dans l'album Deadset
Cette improvisation est réalisée par Bill Kreutzmann et Mickey Hart parfois accompagné par des invités.
Dans le vocabulaire des fans du groupe, le terme "Rhythm Devils" s'applique aussi au duo Bill Kreutzmann-Mickey Hart.

## Les musiciens
La formation  est composée des batteurs Kreutzmann, Hart, du bassiste Mike Gordon du groupe Phish, du guitariste Steve Kimock, avec le percussionniste Sikiru Adepoju et la chanteuse Jen Durkin (ancienne de Deep Banana Blackout).

## Les activités du groupe
Le duo du Rhythm Devils avait  été recruté par le réalisateur Francis Ford Coppola pour enregistrer la bande sonore au  de "Apocalypse Now". En 1979 et 1980, Bill Kreutzmann et  Mickey Hart, avec d'autres percussionnistes, ont  enregistré les sessions dans les studios du Grateful Dead  dans le comté de Marin et chez Mickey Hart à Novato.
Le groupe a été formé pendant l'été 2006 et a réalisé des tournées aux États-Unis.
Le groupe joue des chansons  originales écrites par l'ancien parolier du Grateful Dead,  Robert Hunter comme "Fountains of Wood", "The Center", et "Who Do You Think You Are" et des chansons du Grateful Dead comme The Other One, "Fire On The Mountain", "Cumberland Blues", "Loose Lucy" "Scarlet Begonias", "U.S. Blues" et "Sugaree".